# Alternative Liste für das andere Südtirol
Die Alternative Liste für das andere Südtirol (kurz: ALFAS; italienisch: Lista alternativa per l'altro Sudtirolo; ladinisch: Pësc, im Deutschen wiederum gleichbedeutend mit Frieden) war eine parteiunabhängige Wahlliste, die sich 1983 auf Betreiben des späteren Spitzenexponenten der Grünen-Fraktion im Europäischen Parlament, Alexander Langer, und des prominenten Extrembergsteigers Reinhold Messner formierte. Sie war von 1983 bis 1988 im Südtiroler Landtag und dadurch gleichzeitig im Regionalrat Trentino-Südtirol vertreten.

## Geschichte
Die Alternative Liste für das andere Südtirol (ALFAS) entstand anlässlich der Südtiroler Landtagswahlen 1983 als inhaltlich erweiterte Fortsetzung ihrer Vorgängerliste Neue Linke/Nuova Sinistra (NL/NS). Analog zu deren Wahlkampf aus dem Jahr 1978 sammelte und konkretisierte die ALFAS ihre Themen und Kandidaten wenige Monate vor dem Wahltermin im Rahmen diverser informeller Treffen. Als ideeller Promotor fungierte neben dem Spitzenexponenten Alexander Langer auch der damals bereits bekannte Extrembergsteiger Reinhold Messner.
Die Landtagsliste behielt den sprachgruppenübergreifenden Charakter der NL/NS bei, bestand mit 19 deutsch- und 16 italienischsprachigen Kandidaten aber mehrheitlich aus deutschsprachigen Vertretern, während die NL/NS noch überwiegend italienischsprachige Kandidaten gestellt hatte. Der Frauenanteil (10 von 33 Kandidaten) war im Vergleich zum Jahr 1978 leicht angestiegen.
Mit knapp 13.000 Stimmen konnte die ALFAS das Ergebnis der NL/NS leicht verbessern, und mit 4,52 % an Wählerkonsens zwei von 35 Landtagsmandaten erreichen. Neben Alexander Langer, der an seine erste Legislaturperiode (1978–1981) nach einer rotationsbedingten Unterbrechung nun ein zweites Mandat anhängen konnte, schaffte die Frauenrechtlerin Andreina Ardizzone Emeri erstmals den Sprung in den Landtag. Nach ihrem unerwarteten Ableben im Jahr 1985 rückte Arnold Tribus als erster Nichtgewählter in den Landtag nach.

## Inhaltliche Schwerpunkte
Die Alternative Liste für das andere Südtirol baute auf den Kernthemen der NL/NS auf, wobei sie vor allem deren antielitäre Organisationsprinzipien (Graswurzelbewegung) und die offene Kritik an der institutionalisierten Trennung der Südtiroler Sprachgruppen (ethnischer Proporz) weiterführte.
Gleichzeitig verfolgte vor allem Alexander Langer die Öffnung der bundesdeutschen Neuen Linken in Richtung der Umweltbewegung – ein Prozess, der Anfang der 1980er-Jahre zur Entstehung der grünen Partei in der Bundesrepublik geführt hatte. Langer betrachtete die neu lancierten Themen des Umweltschutzes und des nachhaltigen Wirtschaftens als notwendige Reaktionen auf globale Herausforderungen, denen stets im lokalen Kontext mit konkreten Maßnahmen begegnet werden müsste („global denken, lokal handeln“).
In diesem Sinne fungierte Langer über die Liste ALFAS als Vermittler grüner Themen nach Südtirol; ebenso wurde er zu einem organisatorischen Wegbereiter der grünen Bewegung Italiens, die sich anlässlich der Parlamentswahlen 1987 erstmals zu einem Bündnis („Federazione dei Verdi“) zusammenschloss. Im selben Jahr hatte sich die Südtiroler Liste ALFAS auch an der Unterstützungskampagne im Vorfeld des gesamtstaatlichen Referendums gegen die zivile Nutzung der Atomkraft beteiligt.
Anlässlich der Südtiroler Landtagswahlen 1988 kandidierte ALFAS schließlich als grün-alternative Liste, die sich ab Mitte der 1990er-Jahre als Verdi Grüne Vërc langfristig in der Südtiroler Parteienlandschaft konsolidieren konnte.